# Andraegoidus distinguendus
Andraegoidus distinguendus är en skalbaggsart som beskrevs av Hüdepohl 1985. Andraegoidus distinguendus ingår i släktet Andraegoidus och familjen långhorningar. Inga underarter finns listade i Catalogue of Life.